# Manuel Guitián
Manuel Guitián, nacido como Manuel Salgado Guitián (Madrid, 25 de marzo de 1900-ib., 24 de enero de 1992), fue un actor español que participó, básicamente en papeles secundarios, en más de doscientas películas a lo largo de su carrera cinematográfica que abarcó desde la década de 1940 hasta la década de 1980.
También intervino en obras de teatro televisado en Estudio 1 y en series emitidas en TVE como El Séneca, Cervantes (1981) y Ramón y Cajal: Historia de una voluntad (1982).

## Filmografía completa
- Reina santa (1947)
- Las inquietudes de Shanti Andía (1947)
- La fe (1947)
- Mariona Rebull (1947)
- Fuenteovejuna (1947)
- Obsesión (1947)
- Cuatro mujeres (1947)
- Dos mujeres y un rostro (1947)
- El marqués de Salamanca (1948)
- Confidencia (1948)
- El huésped de las tinieblas (1948)
- El capitán de Loyola (1949)
- El santuario no se rinde (1949)
- Un hombre va por el camino (1949)
- Una mujer cualquiera (1949)
- La guitarra de Gardel (1949)
- Aventuras de Juan Lucas (1949)
- La duquesa de Benamejí (1949)
- Currito de la Cruz (1949)
- Agustina de Aragón (1950)
- El último caballo (1950)
- Don Juan (1950)
- Pequeñeces... (1950)
- De mujer a mujer (1950)
- Cuentos de la Alhambra (1950)
- Sin uniforme (1950)
- El centauro (1950)
- El duende y el rey (1950)
- Día tras día (1951)
- El negro que tenía el alma blanca (1951)
- El sueño de Andalucía (1951)
- Una cubana en España (1951)
- Cerca del cielo (1951)
- Séptima página (1951)
- La laguna negra (1952)
- La hermana San Sulpicio (1952)
- Manchas de sangre en la luna (1952)
- De Madrid al cielo (1952)
- Malaire (1952)
- Cerca de la ciudad (1952)
- Estrella de Sierra Morena (1952)
- Lola la Piconera (1952)
- Facultad de letras (1952)
- Gloria Mairena (1952)
- Habitación para tres (1952)
- Aeropuerto (1953)
- Jeromín (1953)
- Carne de horca (1953)
- El pórtico de la gloria (1953)
- Nadie lo sabrá (1953)
- La alegre caravana (1953)
- Maldición gitana (1953)
- Así es Madrid (1953)
- Intriga en el escenario (1953)
- ¡Che, qué loco! (1953)
- Manicomio (1954)
- Novio a la vista (1954)
- Todo es posible en Granada (1954)
- Morena Clara (1954)
- Sangre y luces (1954)
- Malvaloca (1954)
- Amor sobre ruedas (1954)
- ¿Crimen imposible? (1954)
- Cómicos (1954)
- El pescador de coplas (1954)
- El alcalde de Zalamea (1954)
- Entre barracas (1954)
- Felices Pascuas (1954)
- Viento del norte (1954)
- Crimen en el entreacto (1954)
- Tres eran tres (1954)
- Dos caminos (1954)
- Muerte de un ciclista (1955)
- Los peces rojos (1955)
- Historias de la radio (1955)
- La Hermana Alegría (1955)
- El guardián del paraíso (1955)
- La pícara molinera (1955)
- La reina mora (1955)
- Nubes de verano (1955)
- Calabuch (1956)
- Calle Mayor (1956)
- El cantor de México (1956)
- Dos novias para un torero (1956)
- La fierecilla domada (1956)
- Esa voz es una mina (1956)
- Pasión en el mar (1956)
- El rey de la carretera (1956)
- Faustina (1957)
- Saeta del ruiseñor (1957)
- Los amantes del desierto (1957)
- Tremolina (1957)
- Las muchachas de azul (1957)
- Maravilla (1957)
- Polvorilla (1957)
- Roberto el diablo (1957)
- El pisito (1958)
- El fotogénico (1958)
- Familia provisional (1958)
- Café de puerto (1958)
- El hereje (1958)
- Ana dice sí (1958)
- El sol sale todos los días (1958)
- El magistrado (1959)
- Carmen la de Ronda (1959)
- El Lazarillo de Tormes (1959)
- ¿Dónde vas, Alfonso XII? (1959)
- Venta de Vargas (1959)
- Gayarre (1959)
- Carta al cielo (1959)
- Bombas para la paz (1959)
- Y después del cuplé (1959)
- Con la vida hicieron fuego (1959)
- Canto para ti (1959)
- Mi último tango (1960)
- Un rayo de luz (1960)
- El indulto (1960)
- El pequeño coronel (1960)
- Un ángel tuvo la culpa (1960)
- Un paso al frente (1960)
- El hombre que perdió el tren (1960)
- Culpables (1960)
- El amor que yo te di (1960)
- Plácido (1961)
- Fray Escoba (1961)
- Aquí están las vicetiples (1961)
- Pachín (1961)
- Honorables sinvergüenzas (1961)
- Tómbola (1962)
- Abuelita Charlestón (1962)
- Feria en Sevilla (1962)
- Los que no fuimos a la guerra (1962)
- Historia de una noche (1963)
- La becerrada (1963)
- Pacto de silencio (1963)
- Las hijas de Helena (1963)
- Una tal Dulcinea (1963)
- Objetivo: las estrellas (1963)
- El sexto sentido (1963)
- El Secreto del Dr. Orloff (1964)
- Como dos gotas de agua (1964)
- La niña de luto (1964)
- El puente de los suspiros (1964)
- Los elegidos (1964)
- Dulcinea del Toboso (1964)
- El pecador y la bruja (1964)
- Cerrado por asesinato (1964)
- Mi canción es para ti (1965)
- Crimen de doble filo (1965)
- La ley del Colt (1965)
- La viuda soltera (1966)
- Zampo y yo (1966)
- El aventurero de Guaynas (1966)
- Un beso en el puerto (1966)
- Una novia relámpago (1966)
- Clarines y campanas (1966)
- Chantaje a un asesino (1966)
- Grandes amigos (1967)
- El filo del miedo (1967)
- El perfil de Satanás (1969)
- El niño y el potro (Más allá de río Miño) (1969)
- El hombre invisible (1970)
- La tonta del bote (1970)
- Los corsarios (1971)
- En el oeste se puede hacer... amigo (1972)
- La caza del oro (1972)
- Soltero y padre en la vida (1972)
- Secuestro a la española (1972)
- Una gota de sangre para morir amando (1973)
- Casa Flora (1973)
- Uno, dos, tres.. dispara otra vez (1973)
- Habla, mudita (1973)
- Al diablo, con amor (1973)
- Cuando los niños vienen de Marsella (1974)
- El insólito embarazo de los Martínez (1974)
- Una mujer prohibida (1974)
- Doctor, me gustan las mujeres, ¿es grave? (1974)
- Obsesión (1974)
- No quiero perder la honra (1975)
- Un lujo a su alcance (1975)
- Yo soy Fulana de Tal (1975)
- El mejor regalo (1975)
- Como matar a papá... sin hacerle daño (1975)
- En la cresta de la ola (1975)
- El adúltero (1975)
- Duerme, duerme, mi amor (1975)
- El hombre que supo amar (1976)
- Manuela (1976)
- Las delicias de los verdes años (1976)
- La siesta (1976)
- Esta que lo es... (1977)
- Doña Perfecta (1977)
- Virilidad a la española (1977)
- Chely (1977)
- Los ojos vendados (1978)
- ¡Arriba Hazaña! (1978)
- Soldados (1978)
- Un aventurero de via estrecha (1978)
- Estimado Sr.juez.. (1978)
- El monosabio (1978)
- La insólita y gloriosa hazaña del cipote de Archidona (1979)
- Tres en raya (1979)
- La larga noche de los bastones blancos (1979)
- Unos granujas decentes (1980)
- Patrimonio nacional (1981)